# Stavka
La Stavka (en russe : Ставка) est le quartier-général du commandant des forces armées de la Russie impériale, puis de l'Union soviétique. Le terme désigne autant le personnel que l'emplacement. Il signifiait en ancien russe « tente ». Stavka est parfois écrit de façon erronée en majuscules dans la littérature occidentale, comme un acronyme.

## La Stavka russe pendant la Première Guerre mondiale

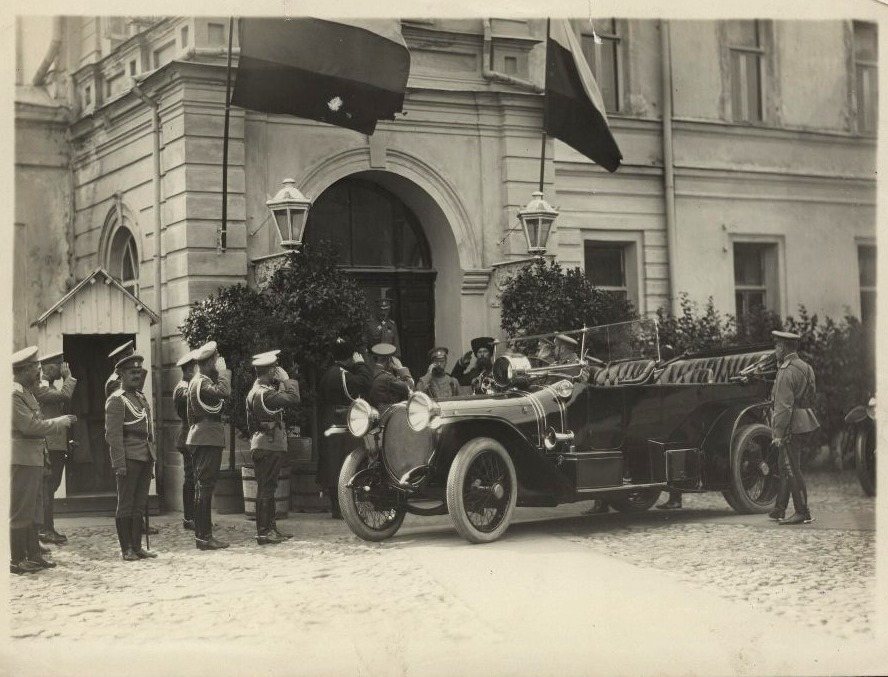
Nicolas II à la Stavka à Moguilev en 1915.

Durant la Première Guerre mondiale, l’état-major porte le nom de « stavka du commandant en chef suprême » (Ставка Верховного главнокомандующего).
Au début de la Première Guerre mondiale, le commandant en chef de l'armée impériale russe est le grand-duc Nicolas Nikolaïevitch, petit-fils du tsar Nicolas Ier. En août 1914, il est nommé à ce poste à la dernière minute et n'est pas impliqué dans l'élaboration de la planification militaire du début de la guerre. En août 1915 le tsar Nicolas II assume personnellement le commandement de l'armée et prend le général Mikhail Alekseïev comme chef de l’État-Major général.
Le camp de la Stavka est d'abord établi à Baranovitchi, une ville de Biélorussie, alors dans le gouvernement de Minsk de l'Empire russe. En 1915, la Stavka se replie à Moguilev devant l'avance des Allemands.

## La Stavka soviétique pendant la Seconde Guerre mondiale
Le 23 juin 1941, au lendemain de l'invasion allemande de l'URSS pendant la Seconde Guerre mondiale (la Grande Guerre patriotique), la Stavka est constituée par un décret top secret signé par Staline en sa qualité de chef du gouvernement et du Parti communiste de l'Union soviétique pour diriger l'Armée rouge. Selon ce décret, la Stavka est composée du ministre de la Défense, le maréchal Semion Timochenko (en tant que président), le chef de l'état-major, le général Joukov, Staline, Molotov, le maréchal Vorochilov, le maréchal Boudienny et le commissaire du peuple (Narkom) à la Marine, l'amiral Kouznetsov.
Le même décret instaure à la Stavka « des conseillers permanents composés des camarades Koulik, Chapochnikov, Meretskov, Jigarev (en), Vatoutine, Voronov, Mikoyan, Kaganovitch, Beria, Voznessenski, Jdanov, Malenkov et Mekhlis ».
Peu de temps après, Meretskov, adjoint du ministre de la Défense, est arrêté sous de fausses accusations par Beria et Merkoulov. Meretskov fut libéré de prison et il fut convoqué par Staline le jour de sa libération, à la fin de la première semaine de septembre 1941.
Le 10 juillet 1941, la Stavka du grand quartier général est réorganisée et devient la Stavka du commandement suprême (Stavka Verkhovnogo Komandovania). Le 8 août 1941, elle est réorganisée une nouvelle fois et devient la Stavka du grand commandement suprême (Stavka Verkhovnogo Glavnokomandovania).
Le comité d'État à la Défense plus resserré, ne comprenant que 5 membres avec à sa tête Staline est créé avec des pouvoirs très étendus est créé le 30 juillet 1941 et exerce son autorité pendant la durée de la guerre jusqu'à sa dissolution le 4 septembre 1945.

## Crédits
- (en) Cet article est partiellement ou en totalité issu de l’article de Wikipédia en anglais intitulé « Stavka » (voir la liste des auteurs).